# Sulfato de manganeso
El sulfato de manganeso es un compuesto inorgánico con la fórmula química MnSO4. Se trata de un sólido rosa pálido con un uso comercial significativo. En 2005 se produjeron aproximadamente 260.000 toneladas de sulfato de manganeso en todo el mundo. Es el precursor del manganeso metálico y de muchos otros compuestos químicos. Con esta sal se remedian los suelos deficientes en manganeso.

## Estructura
Como muchos sulfatos metálicos, el sulfato de manganeso forma varios hidratos: monohidrato, tetrahidrato, pentahidrato y heptahidrato. Todas estas sales se disuelven en agua para dar soluciones de color rosa tenue del complejo acuoso [Mn(H2O)6]2+. 

## Aplicaciones y producción
Normalmente, los minerales de manganeso se purifican mediante su conversión a sulfato de manganeso. El tratamiento de soluciones acuosas de sulfato con carbonato de sodio conduce a la precipitación de carbonato de manganeso, que puede ser calcinado para dar los óxidos de MnOx. En el laboratorio, el sulfato de manganeso puede ser obtenido por el tratamiento de dióxido de manganeso con dióxido de azufre:
MnO2 + SO2 → Mn(SO4)2
También se puede hacer mediante la mezcla de permanganato de potasio con sulfato de sodio y peróxido de hidrógeno. 
H2O + KMnO4 + NaHSO4 + H2O2 → MnSO4 + MnSO2
Es un producto de diversas oxidaciones industrialmente importantes que utilizan dióxido de manganeso, como la fabricación de hidroquinona y anisaldehído.
Alternativamente, la oxidación de sulfato de manganeso con permanganato de potasio produce el denominado dióxido de manganeso. Estos materiales, se utilizan en las baterías de pila seca.